# Aulacidea
Aulacidea is een geslacht van vliesvleugelige insecten van de familie Echte galwespen (Cynipidae).

## Soorten
- A. abdominalis (Thomson, 1877)
- A. acroptilonica Tyurebaev, 1979
- A. andrei (Kieffer, 1900)
- A. arnicae Hoffmeyer, 1930
- A. ascanica Dyakonchuk, 1984
- A. brevicornis Dyakonchuk, 1981
- A. follioti Barbotin, 1972
- A. freesei Nieves-Aldrey, 1994
- A. hieracii

Havikskruidgalwesp (Linnaeus, 1758)
- A. kiefferi Cotte, 1915
- A. laurae Nieves-Aldrey, 1992
- A. nibletti Quinlan & Askew, 1969
- A. phlomica Belizin, 1959
- A. pilosellae

Muizenoortjesbladgalwesp (Kieffer, 1901)
- A. pumila (Giraud, 1859)
- A. scorzonerae (Giraud, 1859)
- A. serratulae Dyakonchuk, 1984
- A. subterminalis

Muizenoortjesknolgalwesp Niblett, 1946
- A. tragopogonis

Morgenstergalwesp (Thomson, 1877)
- A. verticillica Belizin, 1959